# Leea cumingii
Leea cumingii är en vinväxtart som beskrevs av Charles Baron Clarke. Leea cumingii ingår i släktet Leea och familjen vinväxter. Inga underarter finns listade i Catalogue of Life.